# 龙州锥
龙州锥（学名：Castanopsis longzhouica）为壳斗科锥属下的一个种。

## 扩展阅读
- 維基物種上的相關：龙州锥